# Faust (Goethe)
Faust este o tragedie în două părți, scrisă de Johann Wolfgang von Goethe. Majoritatea textului din ambele părți este scris în versuri rimate. Deși rareori este pusă în scenă în întregime, Faust este piesa cu cel mai mare număr de spectatori din teatrele germane. Faust este considerată de mulți ca fiind capodopera lui Goethe și cea mai mare operă a literaturii germane. Este o creație a cărei elaborare a durat aproape 60 de ani.
Primele forme ale operei, cunoscute sub numele de Urfaust, au fost dezvoltate între 1772 și 1775; cu toate acestea, detaliile acestei evoluții nu sunt pe deplin clare. Urfaust are douăzeci și două de scene, una în proză, două în mare parte în proză și restul de 1.441 de versuri sunt rimate. Manuscrisul este pierdut, dar o copie a fost descoperită în 1886.
Prima apariție în tipar a operei a fost Faust, un fragment, publicată în 1790. Goethe a finalizat o versiune a ceea ce astăzi este cunoscut ca Faust I în 1806. Publicarea acesteia în 1808 a fost urmată de ediția revizuită din 1828-29, ultima editată de Goethe însuși.
Goethe a terminat de scris Faust, Partea a doua în 1831; a fost publicată postum în anul următor. Spre deosebire de Faust, Partea întâi, aici accentul nu mai este pus pe sufletul lui Faust, care a fost vândut diavolului, ci mai degrabă pe fenomene sociale precum psihologia, istoria și politica, pe lângă subiecte mistice și filosofice. Partea a doua a constituit ocupația principală a ultimilor ani ai lui Goethe.
În 1955, textul a fost tradus de Lucian Blaga.

## Legenda
Johann Georg Faust (c. 1480 sau 1466 - c. 1541), cunoscut în limba engleză ca John Faustus, a fost un alchimist, astrolog și magician din Renașterea germană. Eruditul Faust avea mult succes, dar era nemulțumit de viața sa, ceea ce l-a determinat să facă un pact cu Diavolul, dând la schimb sufletul său pentru cunoștințe nelimitate și plăceri lumești.
Doctor Faust a devenit subiectul unei legende populare în deceniile de după moartea sa, transmisă în cărți începând cu anii 1580, și a fost adaptată în special de Christopher Marlowe în piesa sa, The Tragical History of the Life and Death of Doctor Faustus (1604). Tradiția Faustbuch a supraviețuit pe parcursul perioadei moderne timpurii, iar legenda a fost din nou adaptată în tragedia Faust (1808) a lui Johann Wolfgang Goethe, în compoziția muzicală La damnation de Faust (1846) a lui Hector Berlioz și în Simfonia Faust a lui Franz Liszt (1857).

## Conținut

### Faust I

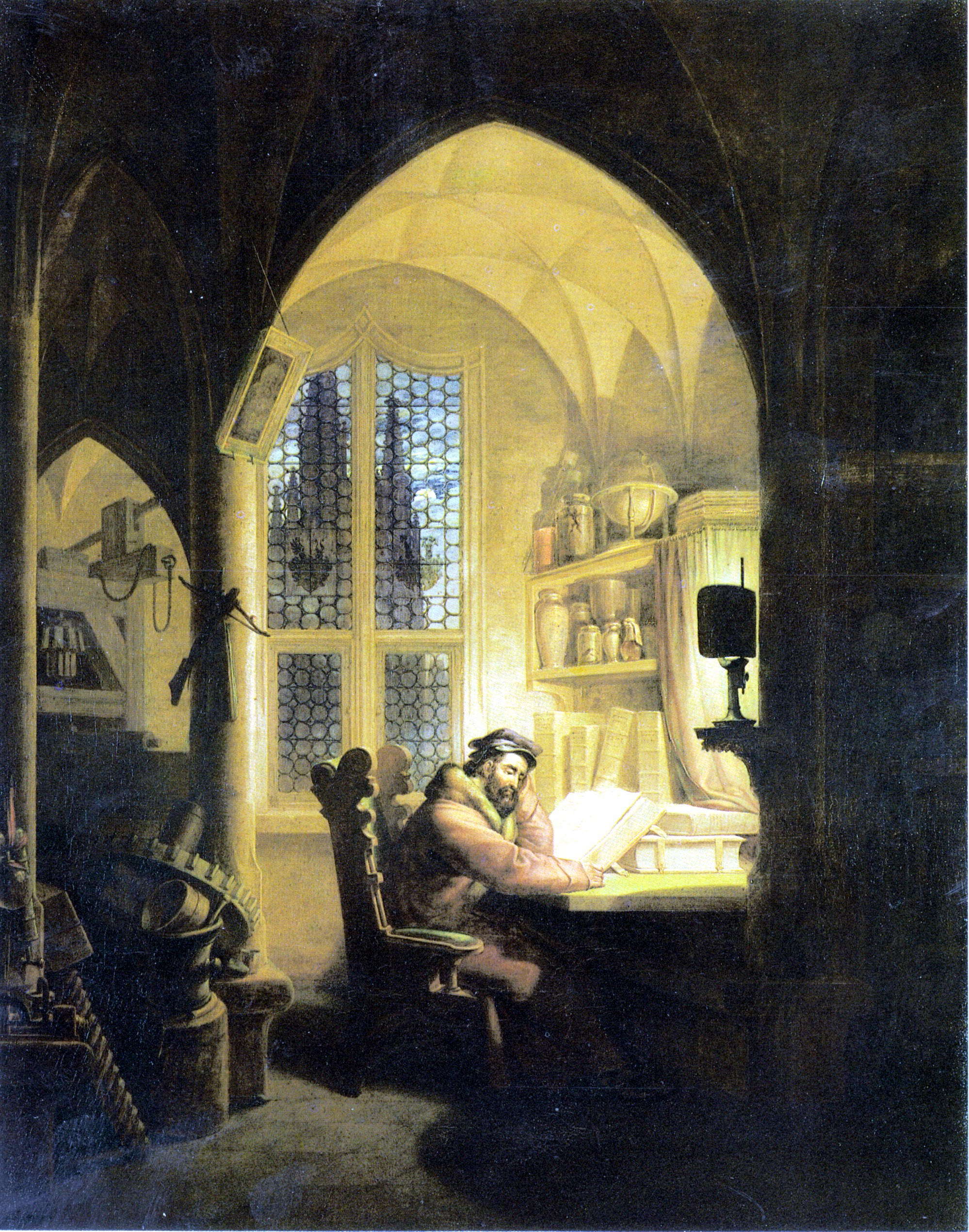
Faust în camera de studiu de Georg Friedrich Kersting

Prima parte din Faust nu este împărțită în acte, ci este structurată ca o secvență de scene, într-o varietate de cadre. 
După un poem dedicativ și un preludiu în teatru, intriga propriu-zisă începe cu un prolog în Rai, unde Domnul pariază cu Mefistofel, un slujitor al Diavolului, că Mefistofel nu-l poate rătăci pe învățăcelul străduitor preferat al Domnului, doctorul Faust. Îl vedem apoi pe Faust în camera sa de studiu, care, dezamăgit de cunoștințele și rezultatele care pot fi obținute prin mijloacele naturale ale științei, încearcă și eșuează să obțină cunoașterea naturii și a universului prin mijloace magice. Deprimat de acest eșec, Faust se gândește la sinucidere, dar este reținut de sunetele începutului sărbătorilor pascale. 
Cum poți această vorbărie
Numaidecât s-o umfli?
Totul în puțin se strânge!
Orice foiță e de-ajuns.
Și iscălești c-un strop de sânge.
Se alătură asistentului său Wagner pentru o plimbare de Paște la țară, printre oamenii care sărbătoresc, și este urmărit până acasă de un pudel. Întors în birou, pudelul se transformă în Mefistofel, care îi oferă lui Faust un contract: el îi va îndeplini ordinele lui Faust pe pământ, iar Faust va face același lucru pentru el în Iad (dacă, așa cum adaugă Faust într-o clauză secundară importantă, Mefistofel îl poate face să fie împlinit, și să vrea ca un moment să dureze pentru totdeauna). 

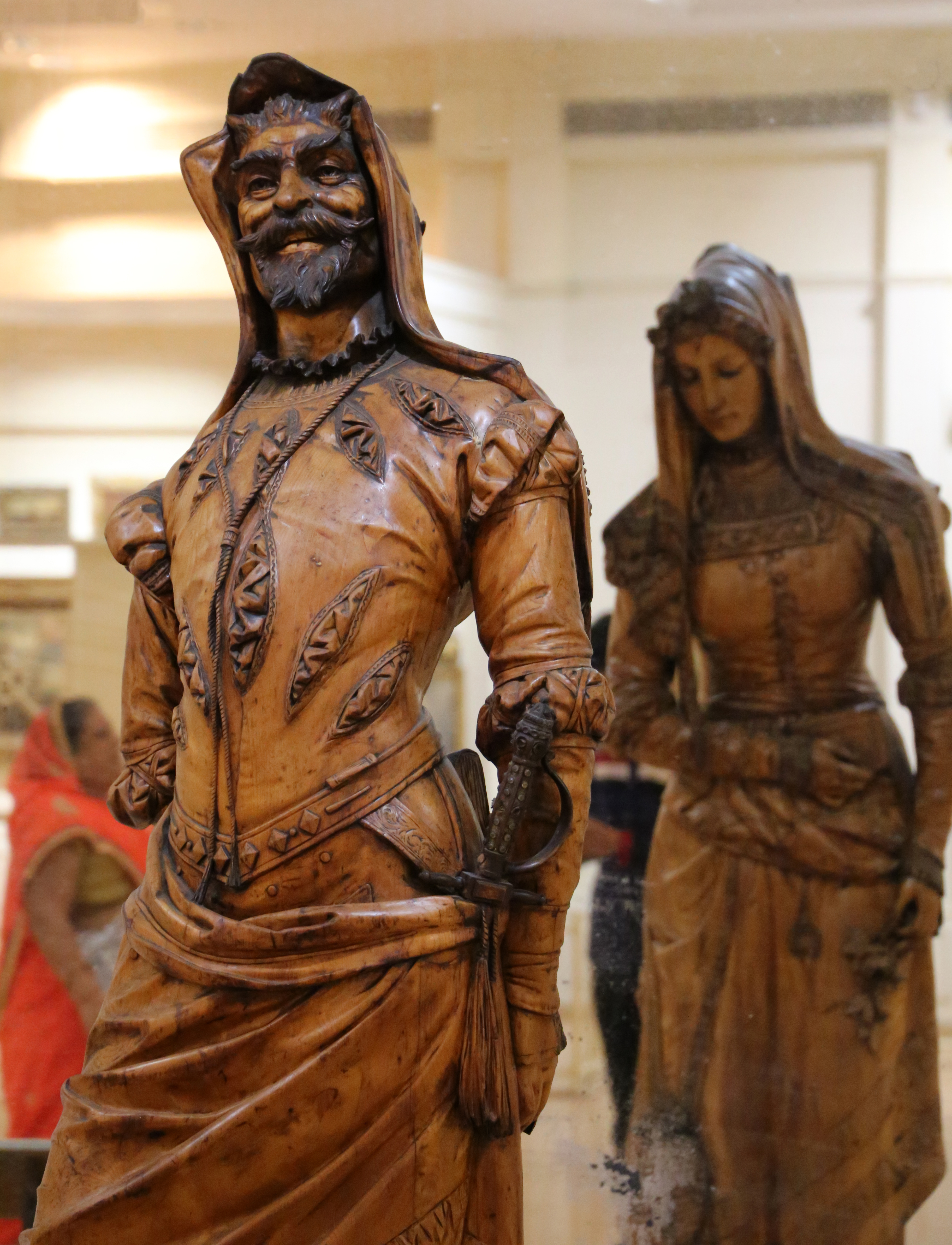
Mefistofel și Margareta, sculptură dublă
(Muzeul Salar Jung, Hyderabad, India)</br>

Faust semnează cu sânge, iar Mefistofel îl duce mai întâi la taverna lui Auerbach din Leipzig, unde diavolul le joacă feste unor petrecăreți beți. După ce a fost transformat în tânăr de către o vrăjitoare, Faust o întâlnește pe Margareta și aceasta îi trezește dorințele. Printr-un plan care implică bijuterii și pe Marta, vecina Margaretei, Mefistofel face posibilă legătura dintre Faust și tânără. După o perioadă de despărțire, Faust o seduce pe Margareta, care își ucide accidental mama cu o licoare de somn. Fata descoperă că este însărcinată, iar chinul ei crește și mai mult atunci când Faust și Mefistofel îl ucid pe fratele ei, Valentin, într-o luptă cu sabia. Mefistofel încearcă să-l distragă atenția lui Faust ducându-l la un sabat al vrăjitoarelor în Noaptea Valpurgiei, dar Faust insistă să o salveze pe Margareta de la execuția la care a fost condamnată după ce și-a înecat copilul nou-născut.
În temniță, Faust încearcă în zadar să o convingă pe Margareta să îl urmeze spre libertate. La sfârșitul tragediei, în timp ce Faust și Mefistofel fug din temniță, o voce din ceruri anunță mântuirea Margaretei.

### Faust II

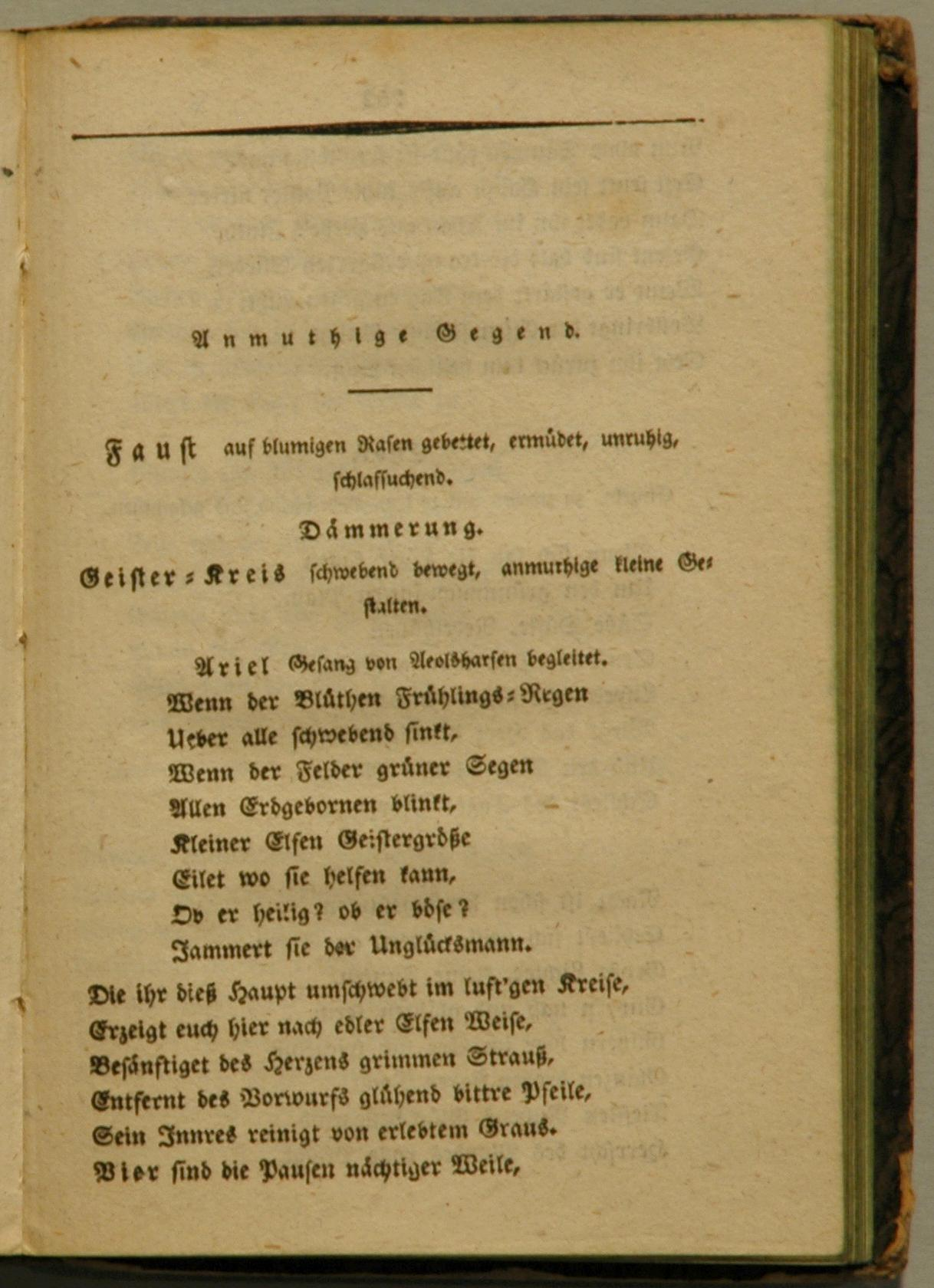
Faust II, pretipărit în 1828

În actul I, îl găsim pe Faust dormind pe coasta unui munte, trezit de mesagerul Ariel. În cele din urmă, el se alătură lui Mefistofel care a preluat rolul bufonului la curtea Sfântului Împărat Roman. Ținutul împăratului se află în agitație deoarece împăratul nu are banii de care are nevoie pentru a-și plăti facturile. Mefistofel îi spune împăratului că poate avea oricâți bani dorește dacă începe să emită bani de hârtie pe baza unei comori, presupus îngropate în subteran. Împăratul face acest lucru și își restabilește imperiul la solvabilitate, pentru moment. Plictisit din nou, îi cere lui Faust să îi găsească și să i-i aducă pe Elena din Troia și pe Paris.
Faust, cu ajutorul lui Mefistofel, călătorește pe tărâmul misterios al „mumelor” și îi aduce înapoi pe Elena și pe Paris. Faust, îndrăgostit de frumusețea Elenei, încearcă să o strângă în brațe și este trântit în inconștiență. Actul II începe din nou în vechiul birou al lui Faust. Faust este încă inconștient, iar Mefistofel îl ajută pe vechiul său coleg, Wagner, să-l creeze pe Homunculus. Acesta poate citi gândurile lui Faust și îi spune lui Mefistofel că trebuie să călătorească în Grecia antică pentru a o găsi pe Elena. Aceștia călătoresc în Grecia antică, unde Faust găsește o profetă care pretinde că îl poate conduce la Elena, iar Homunculus, în căutarea unei forme trupești, se contopește cu Marea Egee.
În actul III, Mefistofel a găsit-o pe Elena și a convins-o că se află în Sparta și că soțul ei, Menelaus, intenționează să o ucidă. El îi spune că o poate duce la castelul lui Faust, unde o va proteja. Ajung la castelul lui Faust și se îndrăgostesc. În cele din urmă, cu soțul ei furios și armata sa la porți, Mefistofel, Faust și Elena călătoresc în Arcadia. Acolo, Faust și Elena au un fiu, Euphorion, care își dorește să zboare în cer. El face acest lucru, dar zboară prea sus și se prăbușește la pământ. După ce moare, mama sa, Elena, i se alătură în tărâmul umbrelor. 
Actul IV începe cu Faust și Mefistofel pe vârful unui munte. Mefistofel îi oferă lui Faust putere și faimă, pe care acesta le refuză, susținând în schimb că vrea să construiască o utopie tehnologică din pământul aflat în prezent sub mare. Apoi îl văd pe vechiul lor prieten, împăratul, pregătindu-se de luptă împotriva unui împărat rival care încearcă să-i ia tronul. Schema de bani de hârtie a lui Mefistofel a dus la inflație și, în cele din urmă, la război civil. Faust și Mefistofel sunt de acord să îl ajute pe împărat să câștige războiul, atâta timp cât acesta îi dă lui Faust pământul subacvatic pe care îl dorește. Ei câștigă bătălia și Faust își primește pământul. 
În actul V, Faust a construit un imperiu comercial pe acest teren și are acum 100 de ani. În cele din urmă moare și, în loc ca diavolul să-i ia sufletul, o mulțime de îngeri coboară pentru a-l trage în ceruri.